# Lambourn
Lambourn är en ort och civil parish i Storbritannien.   Den ligger i kommunen West Berkshire i riksdelen England, i den södra delen av landet, 100 km väster om huvudstaden London. Lambourn ligger 130 meter över havet och antalet invånare är 3 021.
Terrängen runt Lambourn är huvudsakligen platt. Lambourn ligger nere i en dal. Runt Lambourn är det ganska tätbefolkat, med 207 invånare per kvadratkilometer. Närmaste större samhälle är Swindon, 18,1 km väster om Lambourn. Trakten runt Lambourn består till största delen av jordbruksmark.